# Jimmy Lidberg
Jimmy Alexander Lidberg, född 13 april 1982 i Farsta, är en svensk brottare som tävlar i 96-kilosklassen för Spårvägens Brottningsklubb. Han är yngre bror till brottaren Martin Lidberg. 
Lidberg är uppväxt i Farsta och på Södermalm i Stockholm och har tagit ett flertal titlar i brottning. Lidberg blev redan som sjuttonåring svensk seniormästare för första gången. I januari 2013 meddelade han att han retirerar.
Lidberg har både tre raka EM-medaljer och tre raka VM-medaljer vilket är unikt inom svensk brottning. Totalt har han hittills tagit åtta medaljer från internationella seniormästerskap. Han rankades som topp 3 i världen i sin viktklass under 2007, 2009 och 2012. Lidbergs raka VM-svit med medaljer tre VM i rad är från 2009 till 2011. Under OS i London 2012 tog Lidberg brons i sin viktklass.
Lidberg är utbildad och verksam som fystränare och coach. Han föreläser och har vid sidan om brottningen startat två bolag inom hälsokost. Under en period arbetade han för det rikstäckande företaget Rent a Worker Sweden AB. Han har ett stort social engagemang. Han har coachat allt från unga idrottare till framgångsrika företagsledare. Han grundade tillsammans med två vänner Huddinge Brottarklubb. Jimmy Lidberg har tre barn.
Lidberg var förbunskapten för norska landslaget, Norges Bryteforbund, mellan åren 2013 och över olympiska spelen 2016. Därefter började Jimmy Lidberg som fystränare för Hammarbys A-lag i fotboll, men slutade efter två säsonger 2019 för att fokusera på sina egna företag.
Med sin bror Martin Lidberg och författaren Theodor Lundgren gav han ut boken Brottarbröder år 2020. Den beskriver deras uppväxt och brottarkarriär i en familj med en spelmissbrukande och yrkeskriminell far.
Lidbergs liv och karriär skildras i filmaren Bahador Shahidis uppmärksammade dokumentärfilm Jimmy the wrestler (2021) där även Martin Lidberg medverkar.